# 戴维·帕尔默
戴维·帕尔默（英語：David Palmer，1976年6月28日—），澳大利亚男子壁球运动员。他曾代表澳大利亚参加2002年、2006年、2010年、2014年和2018年英联邦运动会壁球比赛，获得三枚金牌、二枚银牌和四枚铜牌。